# Севиль (фильм, 1929)
Севиль (азерб. Sevil) — азербайджанская советская немая драма с русскими субтитрами 1929 года, являющаяся экранизацией одноимённой пьесы Джафара Джаббарлы.

## Сюжет
Азербайджан, 1919 год — времена господства мусаватистов. Балаша, члена мусаватистской партии, назначают директором банка. Али-бек, спекулянт и проходимец, пытается получить в банке ссуду. Балаш отказывается. Тогда Али-бек знакомит его с красавицей Эдил. Банкир влюбляется в Эдил, и та добивается его развода с женой. По законам шариата при разводе у Севиль отбирают ее маленького сына. Лишившись средств к существованию, она поступает служанкой в зажиточную семью. В свободное время Севиль берет уроки у сестры Балаша, которая, возненавидев Эдил, покинула дом брата. Когда в Баку пришла Советская власть, Севиль была одной из первых женщин Азербайджана, вставших на ее защиту.  «Севиль» призывает к раскрепощению женщины-азербайджанки.

## Создатели фильма

### В ролях
- Иззет Оруджева — Севиль
- Агасадых Герабейли — Балаш
- Мустафа Марданов — Атакиши
- Белла Белецкая — Эдилэ
- Джаннат — Гюлюш
- А. И. Базирганов — Алибей
- Латиф Сафаров — Гюндуз
- Рустам Казымов — Рустам-бей
- Азиза Мамедова — dayə
- Гасым Зейналов — Бабакиши

### Административная группа
- оригинальный текст и адаптация: Джафар Джаббарлы
- адаптация и ассистент режиссёра-постановщика: Григорий Брагинский
- режиссёр-постановщик: Амо Бек-Назаров
- оператор-постановщик: Иван Фролов
- художник-постановщик: Александр Гончарский
- второй оператор: Аскер Исмаилов